# Tahtay Adiyabo
Tahtay Adiyabo är ett distrikt i Etiopien.   Det ligger i regionen Tigray, i den norra delen av landet, 600 km norr om huvudstaden Addis Abeba.